# Peter Donald
Peter Donald (6 de junio de 1918 – 20 de abril de 1979) fue un actor estadounidense famoso por interpretar a Ajax Cassidy en el show del comediante Fred Allen.

## Resumen biográfico
Nacido en Bristol, Inglaterra, además de su larga permanencia en el programa de Fred Allen "Allen's Alley," Donald fue también presentador en la década de 1940 del programa radiofónico Can You Top This?.
Así mismo presentó dos series televisivas, The Ad-Libbers (1951) y Masquerade Party (1954-56), y actuó numerosas veces en TV como humorista o panelista en programas como The Colgate Comedy Hour, The NBC Comedy Hour, Pantomime Quiz, What's My Line? o To Tell the Truth. Entre sus trabajos televisivos como actor se incluyen Prize Performance (1950) y ABC Showcase (1950). También actuó en The Tonight Show Starring Johnny Carson en 1962, y una de sus últimas intervenciones para la televisión fue en 1964 en Get the Message.
Peter Donald falleció en Fort Lauderdale, Florida, en 1979. Tiene una estrella en el Paseo de la Fama de Hollywood, en el 6665 de Hollywood Boulevard, por su contribución a la radio.